# Rémy Delhomme
Rémy Delhomme (Les Lilas, 18 de noviembre de 1967) es un deportista francés que compitió en esgrima, especialista en la modalidad de espada.
Ganó cuatro medallas en el Campeonato Mundial de Esgrima entre los años 1993 y 2001, y seis medallas en el Campeonato Europeo de Esgrima entre los años 1998 y 2004.

## Palmarés internacional
| Campeonato Mundial | Campeonato Mundial        | Campeonato Mundial | Campeonato Mundial |
| Año                | Lugar                     | Medalla            | Prueba             |
| ------------------ | ------------------------- | ------------------ | ------------------ |
| 1993               | Essen (Alemania)          | Medalla de plata   | Espada por equipos |
| 1998               | La Chaux-de-Fonds (Suiza) | Medalla de plata   | Espada por equipos |
| 1999               | Seúl (Corea del Sur)      | Medalla de oro     | Espada por equipos |
| 2001               | Nimes (Francia)           | Medalla de bronce  | Espada por equipos |
| Campeonato Europeo |                           |                    |                    |
| Año                | Lugar                     | Medalla            | Prueba             |
| 1998               | Plovdiv (Bulgaria)        | Medalla de plata   | Espada por equipos |
| 1999               | Bolzano (Italia)          | Medalla de oro     | Espada individual  |
| 1999               | Bolzano (Italia)          | Medalla de plata   | Espada por equipos |
| 2000               | Funchal (Portugal)        | Medalla de oro     | Espada por equipos |
| 2002               | Moscú (Rusia)             | Medalla de oro     | Espada por equipos |
| 2004               | Copenhague (Dinamarca)    | Medalla de plata   | Espada individual  |